# Marsias

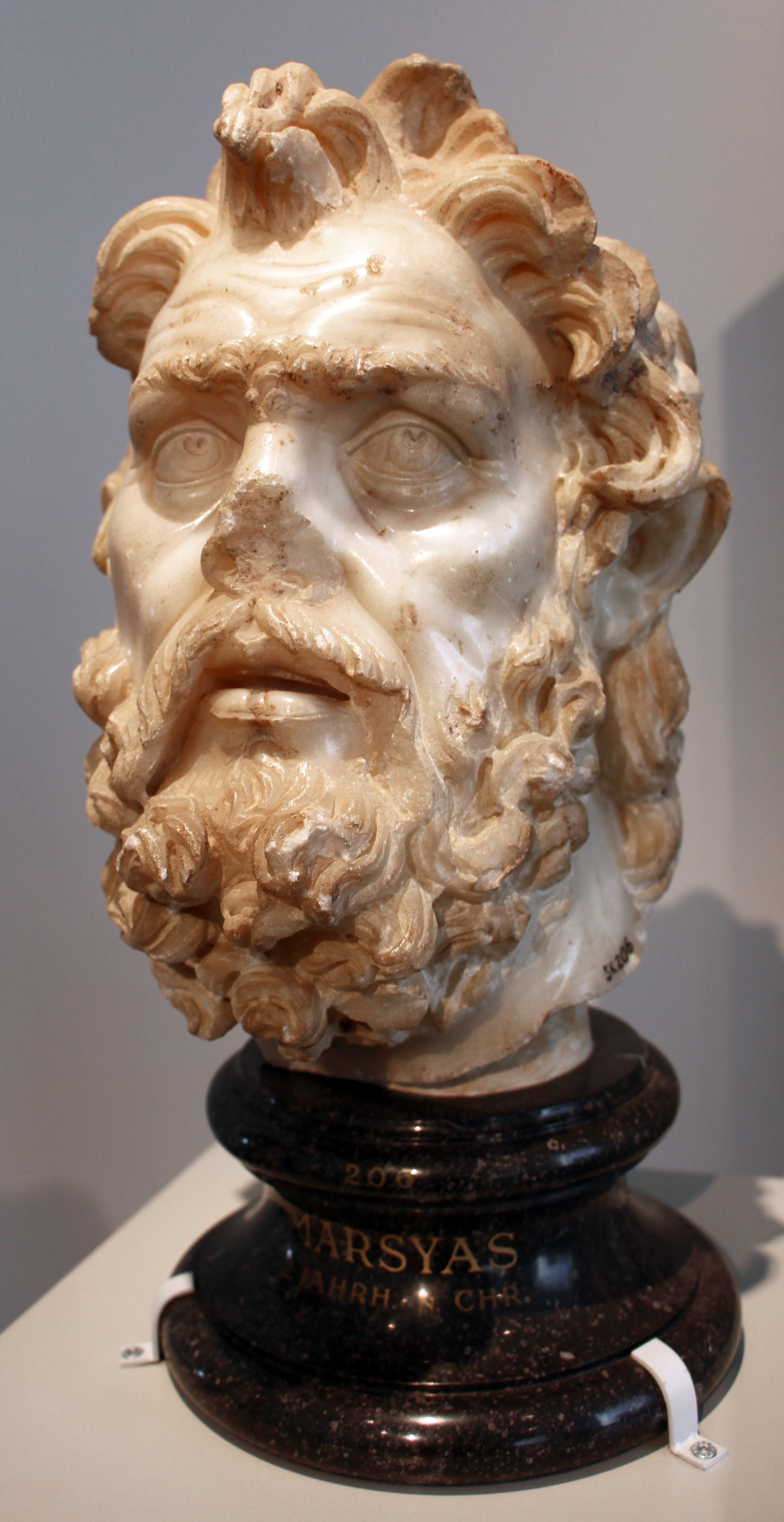
Cabeza de Marsias procedente de las Termas de Caracalla; copia romana de un original griego

En la mitología griega Marsias (en griego antiguo Μαρσύας) es un sátiro, un sileno, o un simple pastor, que desafió a Apolo en un certamen musical. Se creía que había nacido en Celenas (Frigia), en la fuente principal del río Meandro. Marsias era un experto tocando el aulós, una especie de oboe doble. Había hallado el instrumento en el suelo, donde lo había dejado su inventora: Atenea, después de ver sus mejillas infladas reflejadas en él mientras tocaba.

### Familia
Cuando se le aplica una genealogía Marsias es referido como hijo de Olimpo, o bien se lo imagina como un pastor e hijo de Eagro, o bien el «divino» Hiagnis fue su padre. Su madre tan sólo es referida como una de las ninfas. Alternativamente se dice que Olimpo no fue hijo de Marsias sino su pupilo y erómeno. También se cita a Babis, un hermano de Marsias, que a diferencia de este último era un músico con poca habilidad.

## Enfrentamiento con Apolo
Apolo y Marsias se enfrentaron en un concurso musical en el que el ganador podría tratar al perdedor como quisiera. Las juezas fueron las Musas, por lo que naturalmente Marsias perdió y fue desollado vivo en una cueva cerca de Celenas por su hibris al desafiar a un dios. Apolo clavó entonces la piel de Marsias en un árbol (un pino que sobresalía de los demás en la versión del Pseudo-Apolodoro), cerca del lago Aulocrene, y su sangre formó el río Marsias (afluente del Meandro, que desemboca en este cerca de Celenas).
Hay varias versiones del concurso. Según algunas Marsias tocó mejor que Apolo, pero este puso la lira boca abajo y tocó la misma melodía. Marsias no pudo hacer lo mismo con su flauta, por lo que perdió. Según otra versión Marsias fue derrotado cuando Apolo acompañó con su voz el sonido de la lira. Marsias protestó, argumentando que el concurso consistía en la habilidad tocando un instrumento y no con la voz, pero Apolo replicó que Marsias soplaba en su flauta, lo que era casi lo mismo. Las Musas estuvieron de acuerdo con Apolo, otorgándole la victoria.
En la versión del mito que recoge Higino, Apolo no mata personalmente a su rival, sino que lo ata a un árbol y encarga el suplicio a un escita, quien, al terminar de despellejarlo miembro por miembro, entrega sus restos a un discípulo de Marsias llamado Olimpo. En las genealogías de los tres míticos auletas frigios —Hiagnis, Marsias y Olimpo— (a los que se atribuye la invención del "modo frigio"), ese Olimpo aparece a veces como hijo y a veces como padre de Marsias. Otra versión tardía dice que incluso Helio tenía buen gusto para la música y que Marsias murió al ser ahorcado.
Babis, el hermano de Marsias, tocaba también la flauta, pero la flauta de un solo tubo. Babis, el «inocente», también se atrevió a competir contra Apolo pero como era un músico tan mediocre perdió el certamen y Apolo, sintiendo lástima de su rival, no lo castigó.

## Valores
Mientras que la mayor parte de las fuentes insisten en la interpretación del mito como un merecido castigo por el orgullo (hybris); alguna, como un breve texto de Diodoro Sículo, admira a Marsias por su inteligencia (synesis o sunesis) y autocontrol (sophrosyne), que no son precisamente cualidades propias de los sátiros. En El banquete de Platón, cuando Alcibíades compara a Sócrates con Marsias, es ese aspecto del sátiro sabio, y no únicamente la fealdad, lo que pretende señalar. Jocelyn Small identifica en Marsias al gran artista capaz de desafiar a un dios, que solo puede derrotarle con trampas. Esta es la visión de Marsias que se presenta en la revista titulada Marsyas: Studies in the History of Art, publicada desde 1941 por los estudiantes del Institute of Art de la New York University.
También se suele utilizar el mito como una justificación de los valores "apolíneos" frente a los "dionisíacos".
Para Karl Kerenyi el despellejamiento de Marsias debe interpretarse no como un castigo cruel, sino como el desvelamiento del hombre que hay debajo de la piel lanuda de la cabra con la que se identifica a los sátiros, asumiendo que ese aspecto es un enmascaramiento.

## Iconografía
La iconografía que permite reconocer a Marsias en las representaciones artísticas, más que los atributos propios de un sátiro son la presencia de un instrumento musical de viento, no necesariamente el aulós, sino cualquier otro tipo de flauta, como la siringa, o incluso una gaita. Apolo aparece con su lira o a veces con un arpa, una viola o algún otro instrumento de cuerda. La competición entre Apolo y Marsias se considera un símbolo del eterno conflicto entre los aspectos apolíneos y dionisíacos de la naturaleza humana.

### Antigüedad

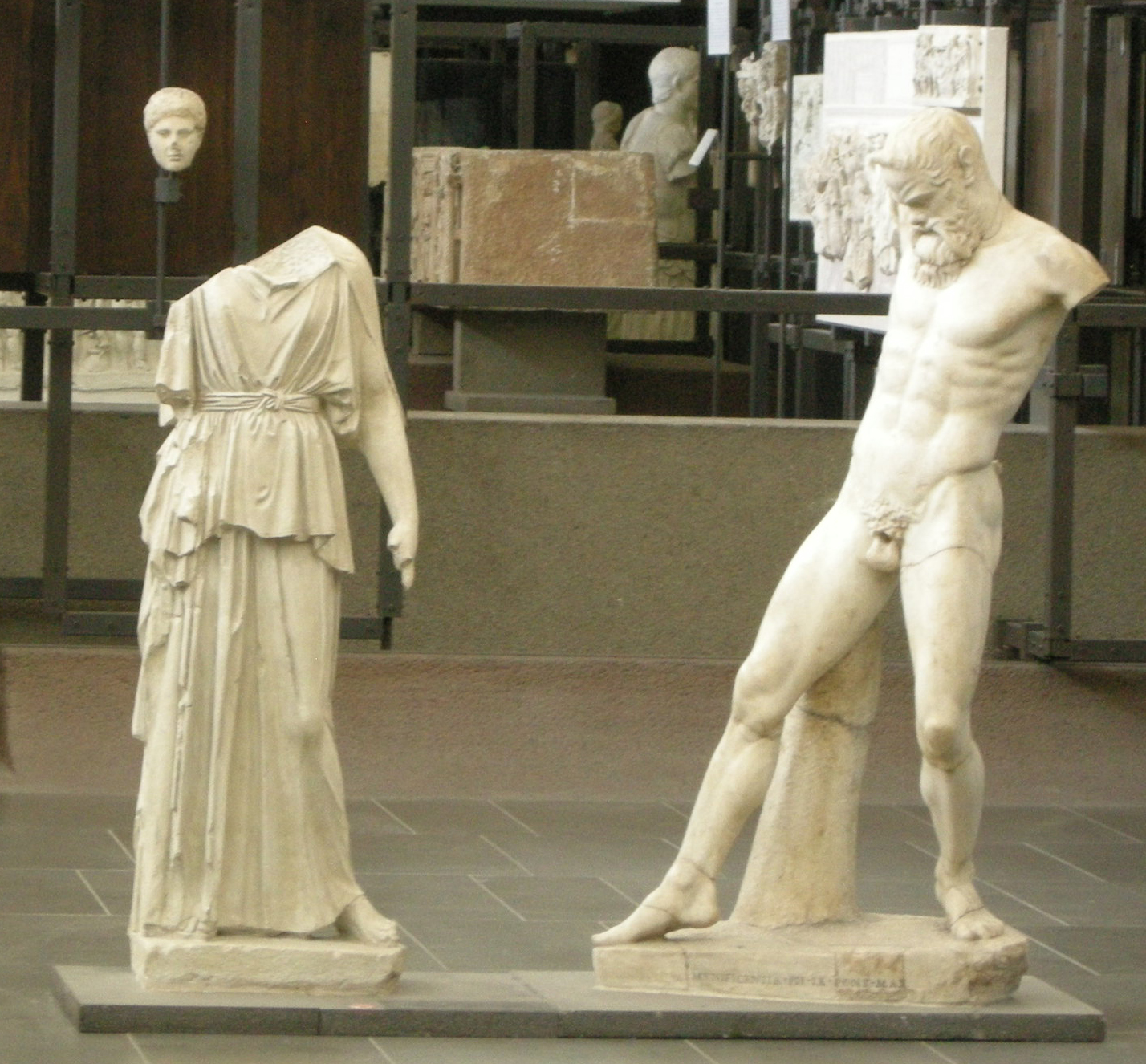
Copia de época romana, en mármol, del grupo escultórico de Mirón, en los Museos Vaticanos.

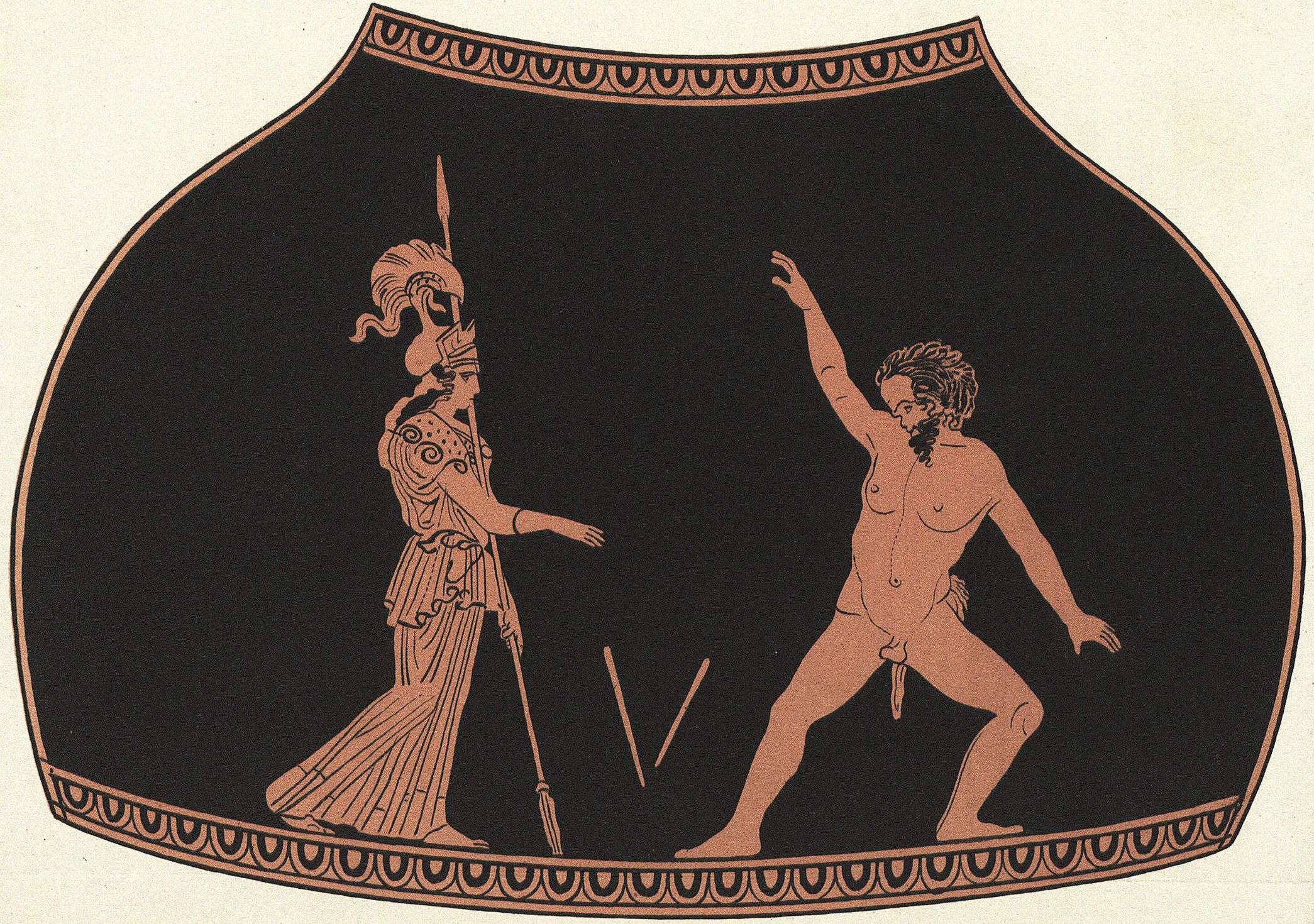
La escena del vaso ático.

Mirón realizó un grupo escultórico con Atenea y Marsias, donde aparece el sátiro en actitud dinámica, sorprendido ante la flauta arrojada por la diosa, y esta hierática. La misma escena se representa en una cerámica ática de figuras rojas.

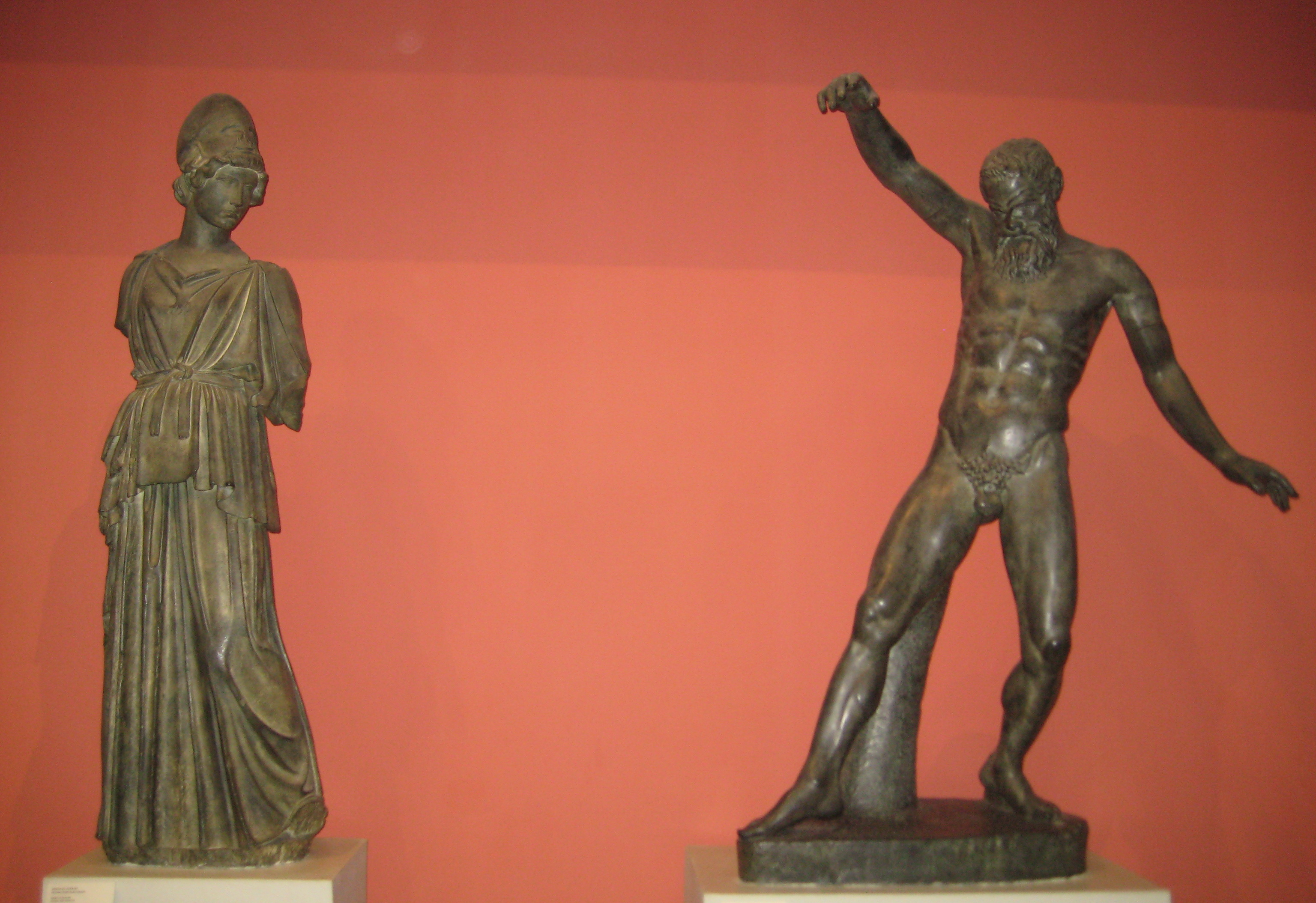
La copia en bronce del museo Pushkin.

De un gran grupo escultórico helenístico (escuela de Pérgamo, segunda mitad del siglo III a. C.) cuyo tema era Apolo y Marsias solo ha sobrevivido una figura, en la Galería Uffizi, llamada Arrotino ("afilador"); conservándose en el Museo del Louvre una copia en mármol de época romana de la figura principal. Otras se conservan en los Museos Capitolinos (procedente del Esquilino, cerca del Auditorium Maecenatis de los Horti Maecenatis, en el que las vetas de color en el mármol parecen representar la sangre), en el Museo Arqueológico de Estambul, en el Antikensammlung de Berlín, en la Gliptoteca de Múnich y en el Hermitage de San Petersburgo.

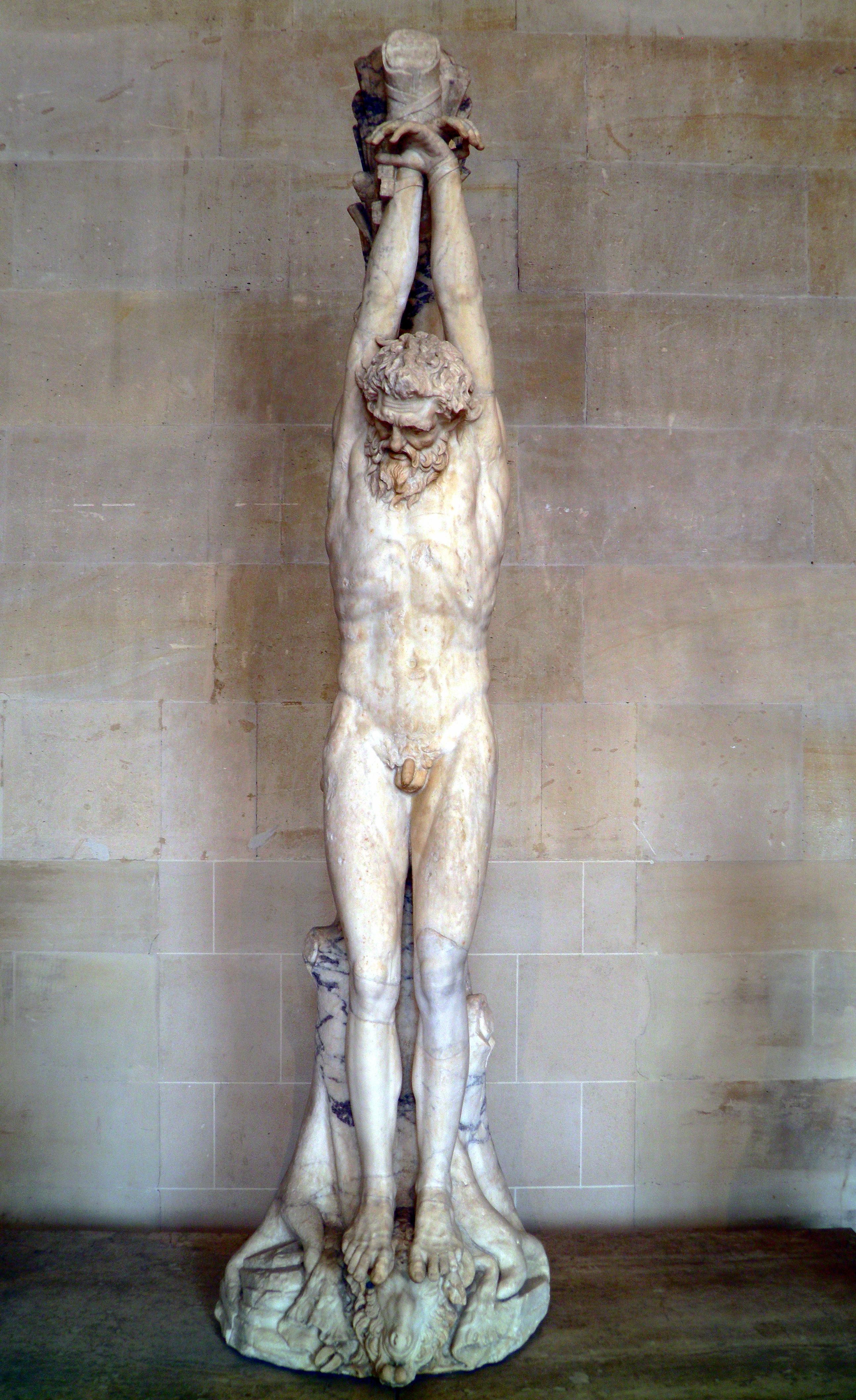
La copia del Louvre (Marsyas supplicié).
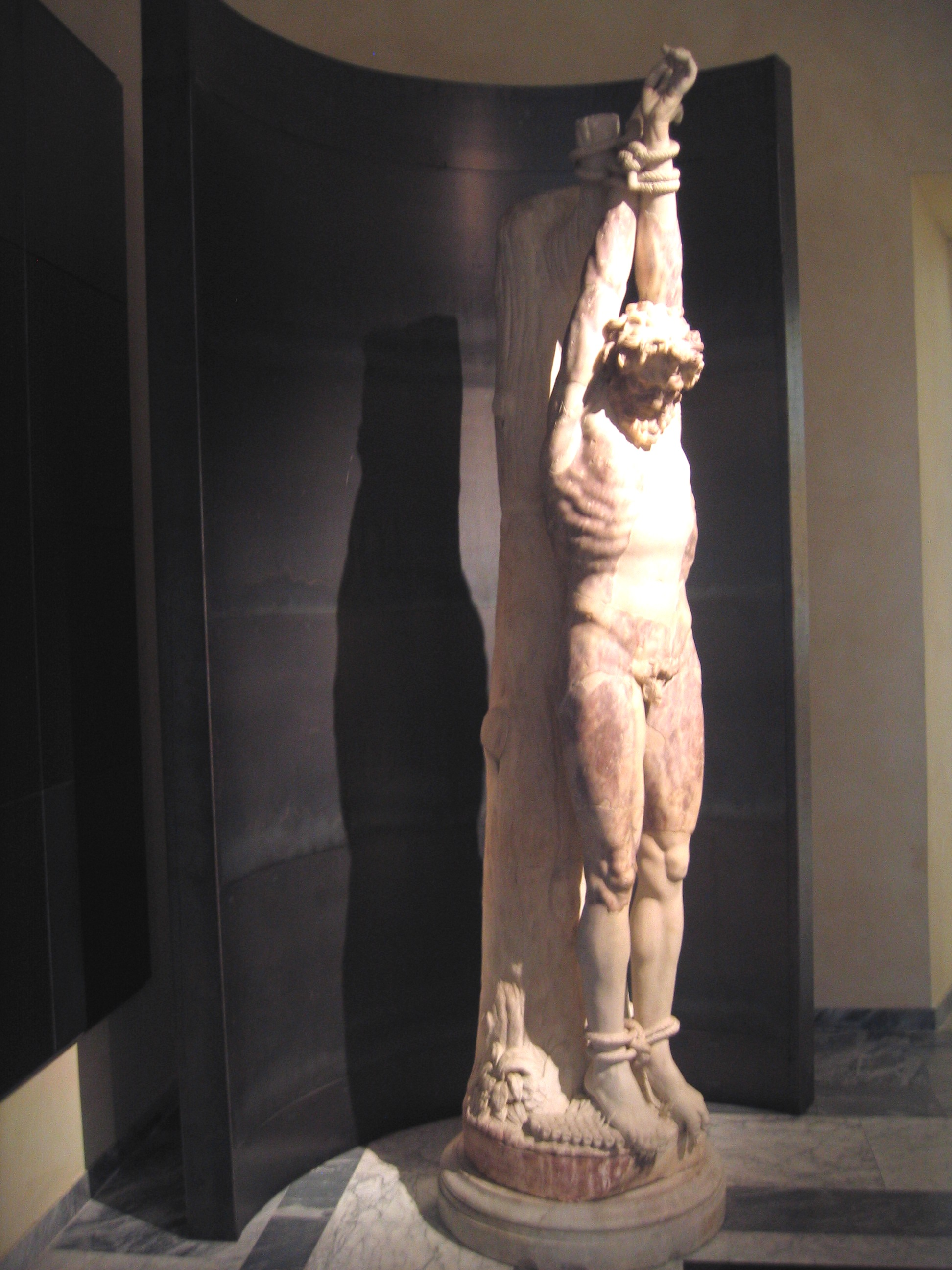
La copia de los Museos Capitolinos.
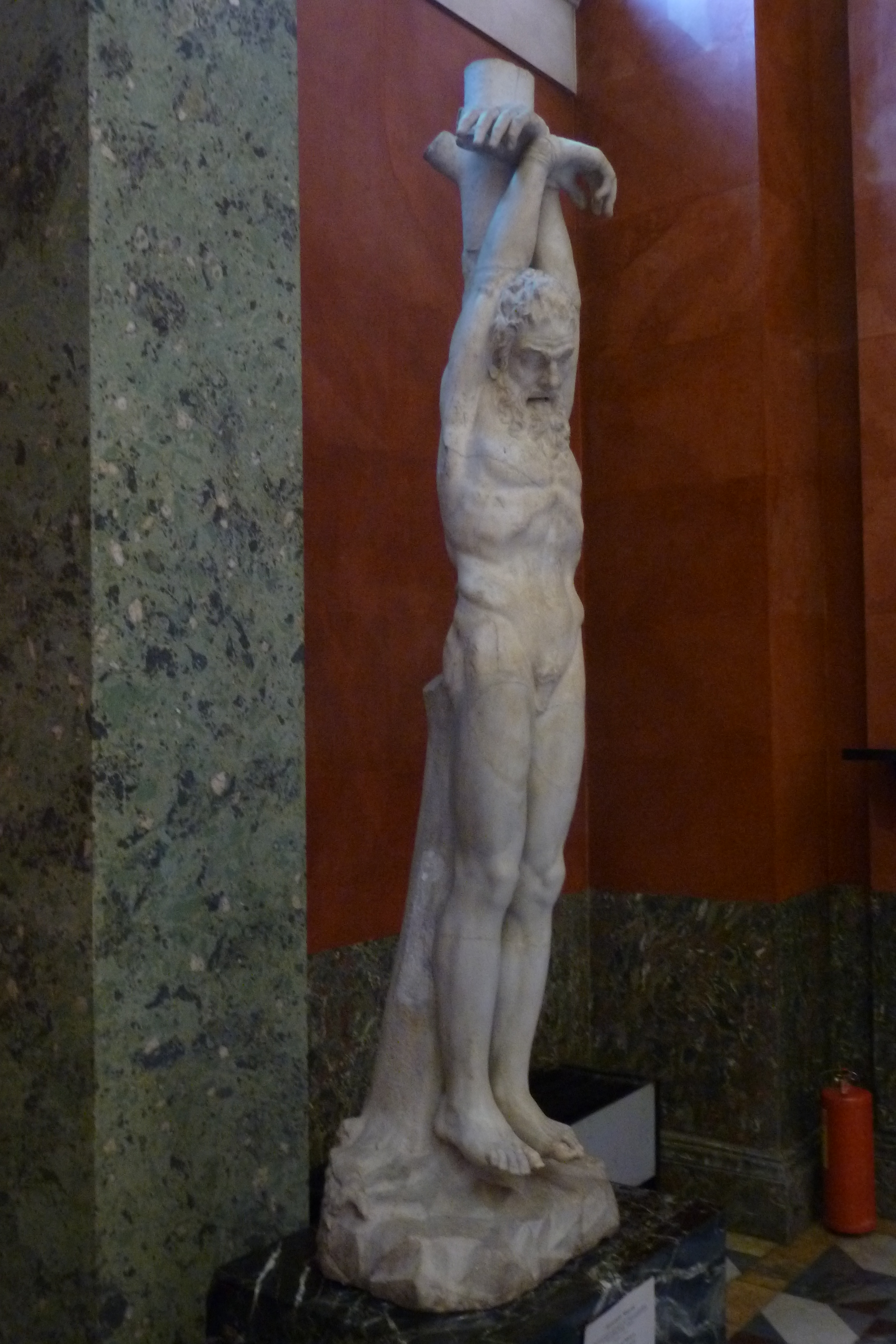
La copia del Hermitage.

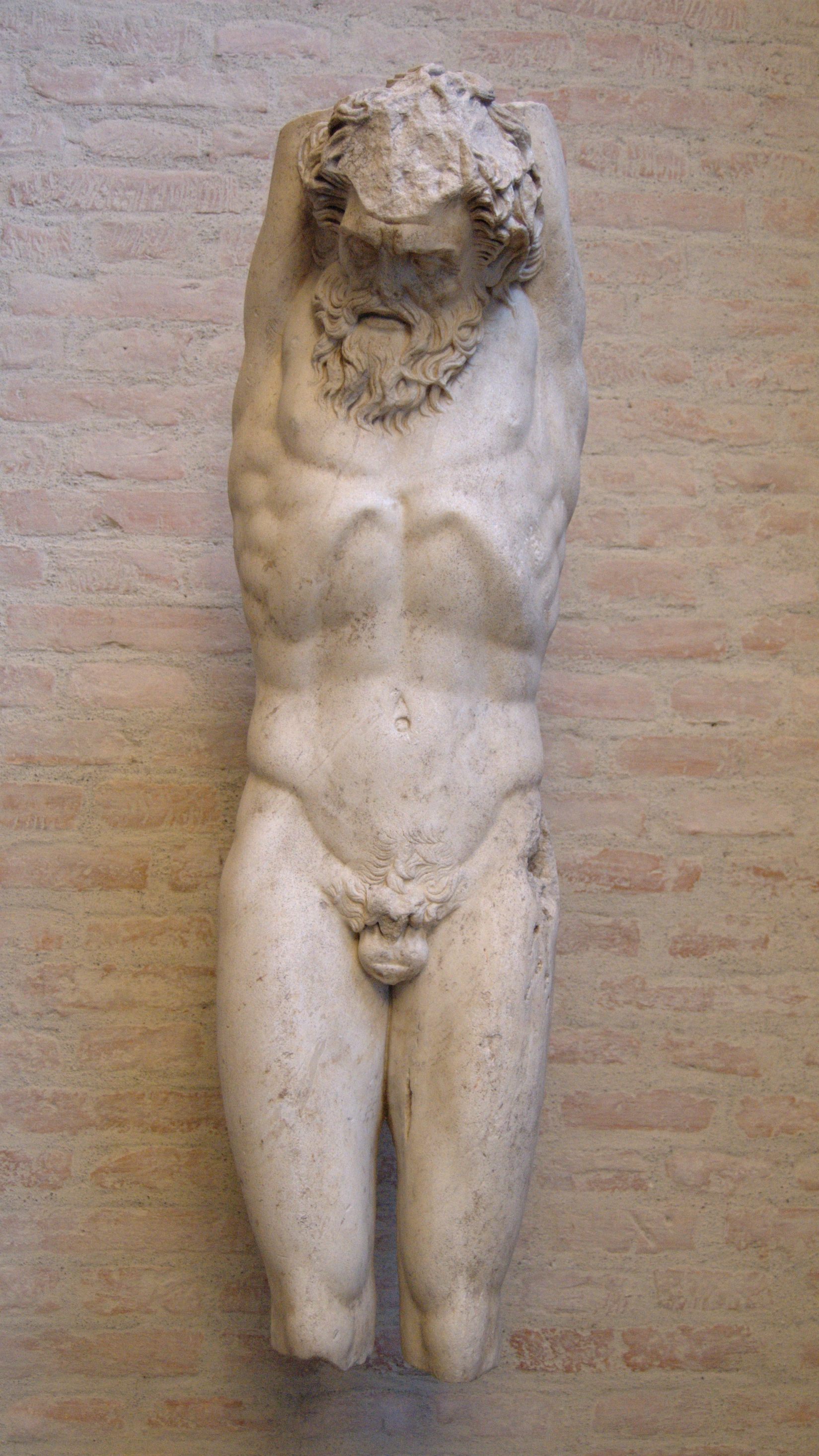
El fragmento de la Gliptoteca.
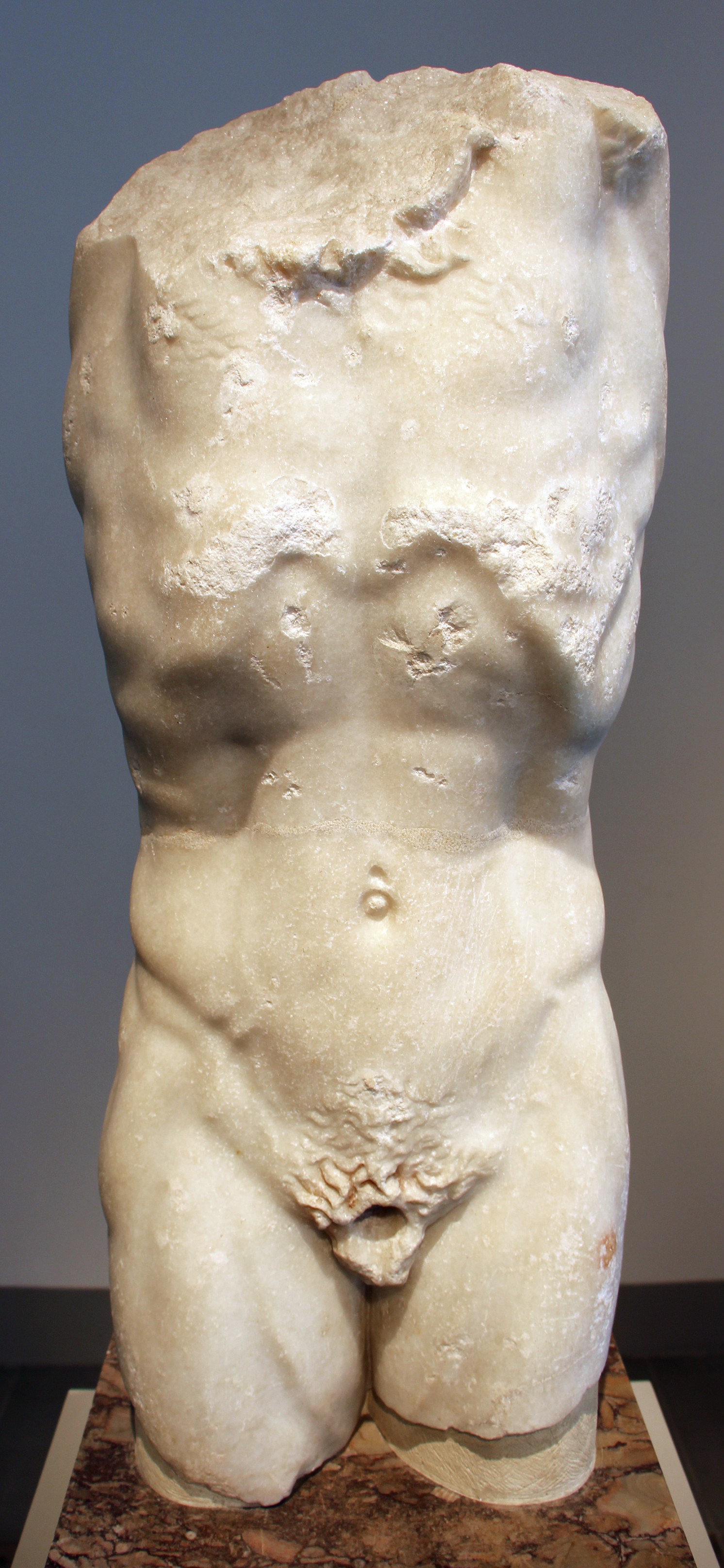
El fragmento del Antikensammlung, de una copia procedente del Monte Palatino (Roma).
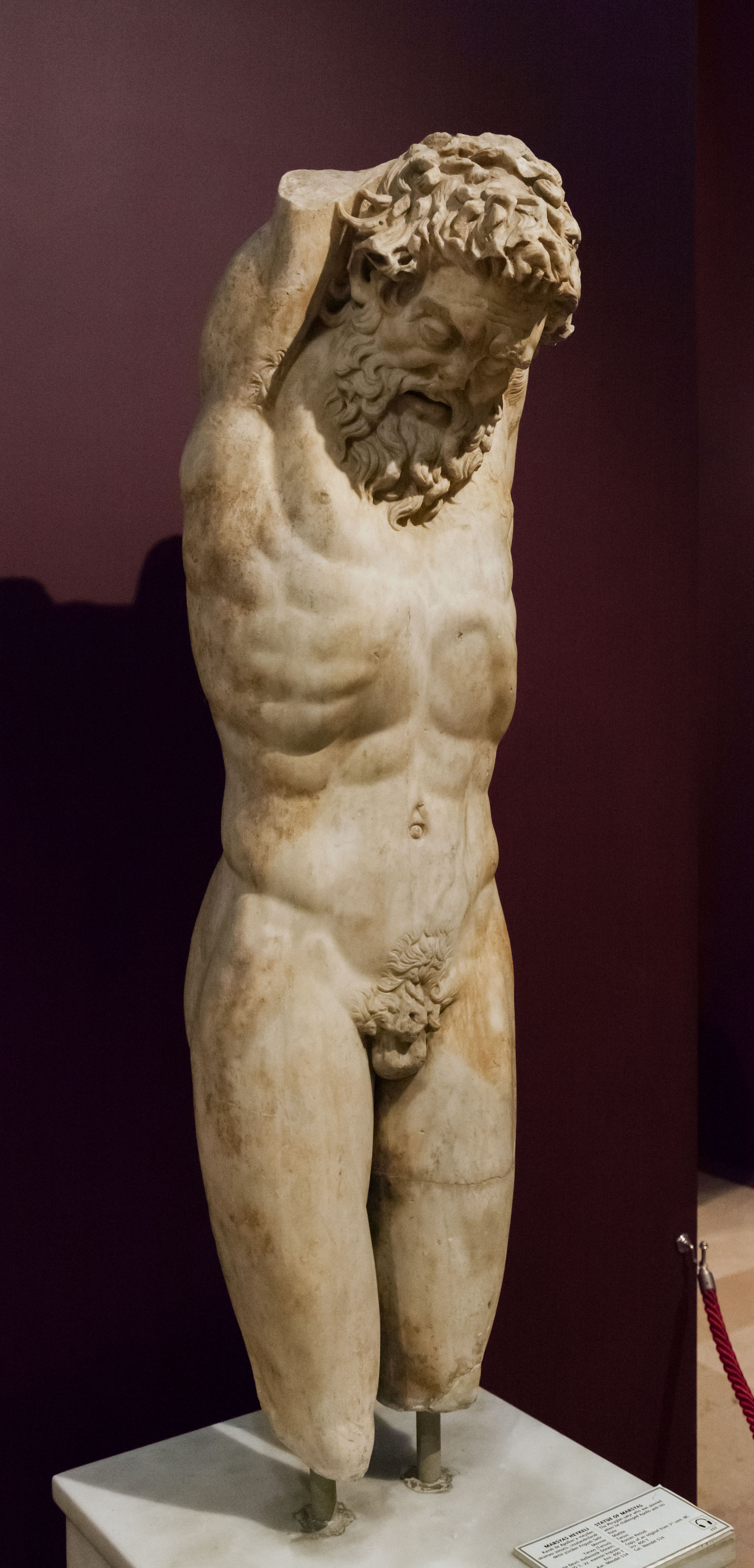
El fragmento del Museo Arqueológico de Estambul, de una copia procedente de Tarso (Turquía).
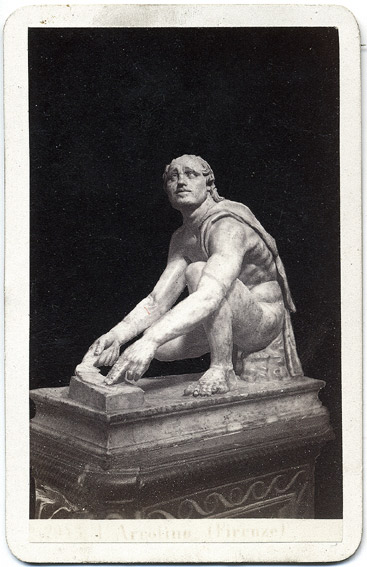
El Arrotino de la Galería Uffizi.

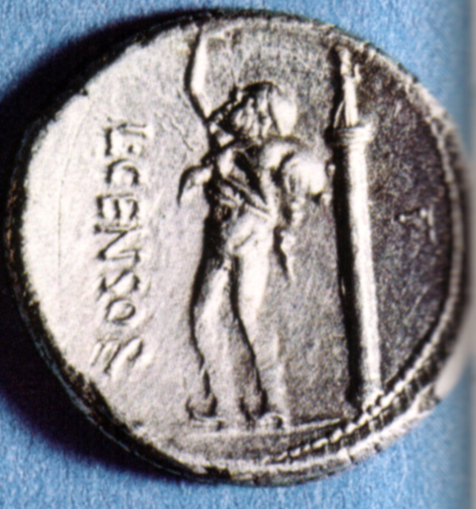
Denario acuñado en Roma en 82 a. C. por L. Censorino, con la reproducción de la estatua de Marsias en el foro (en la otra cara se representa la cabeza de Apolo).

En el Foro romano se levantaba una estatua de Marsias (con una bota de vino en la mano izquierda y alzando el brazo derecho), que en Pausanias es identificado como Sileno, y cuyo impacto a la vista Horacio comparaba con que el que producía a sus deudores el usurero Novio, cuya tabla se encontraba en las proximidades. La función de esta estatua en Roma, donde Marsias pasaba por ser el inventor del augurio, tenía más que ver con su faceta de defensor de la libertad de expresión (parrhesia) y de la verdad ante el poder, a lo que contribuyó su continuada presencia por más de tres siglos ante el Comitium, viéndose como un indicium libertatis ("símbolo de libertad"). Se asociaba con las manifestaciones de la plebe romana, y era usado como soporte para colocar sátiras (como posteriormente se hizo con la estatua de Pasquino).

### Época moderna

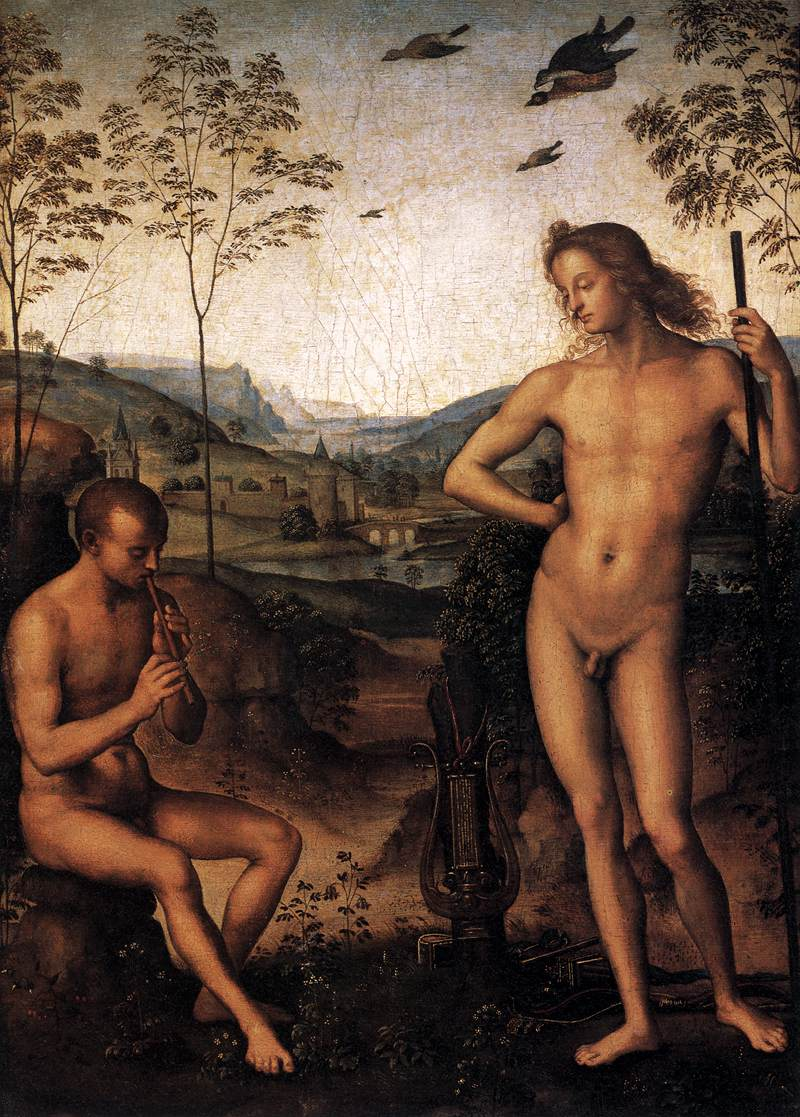
Apolo y Marsias, de Perugino (anteriormente atribuido a Rafael), ca. 1495-1500. El personaje que aparece sentado, tocando, y que se identifica con Marsias, podría ser también Dafnis, el joven pastor muerto de amor por Apolo.

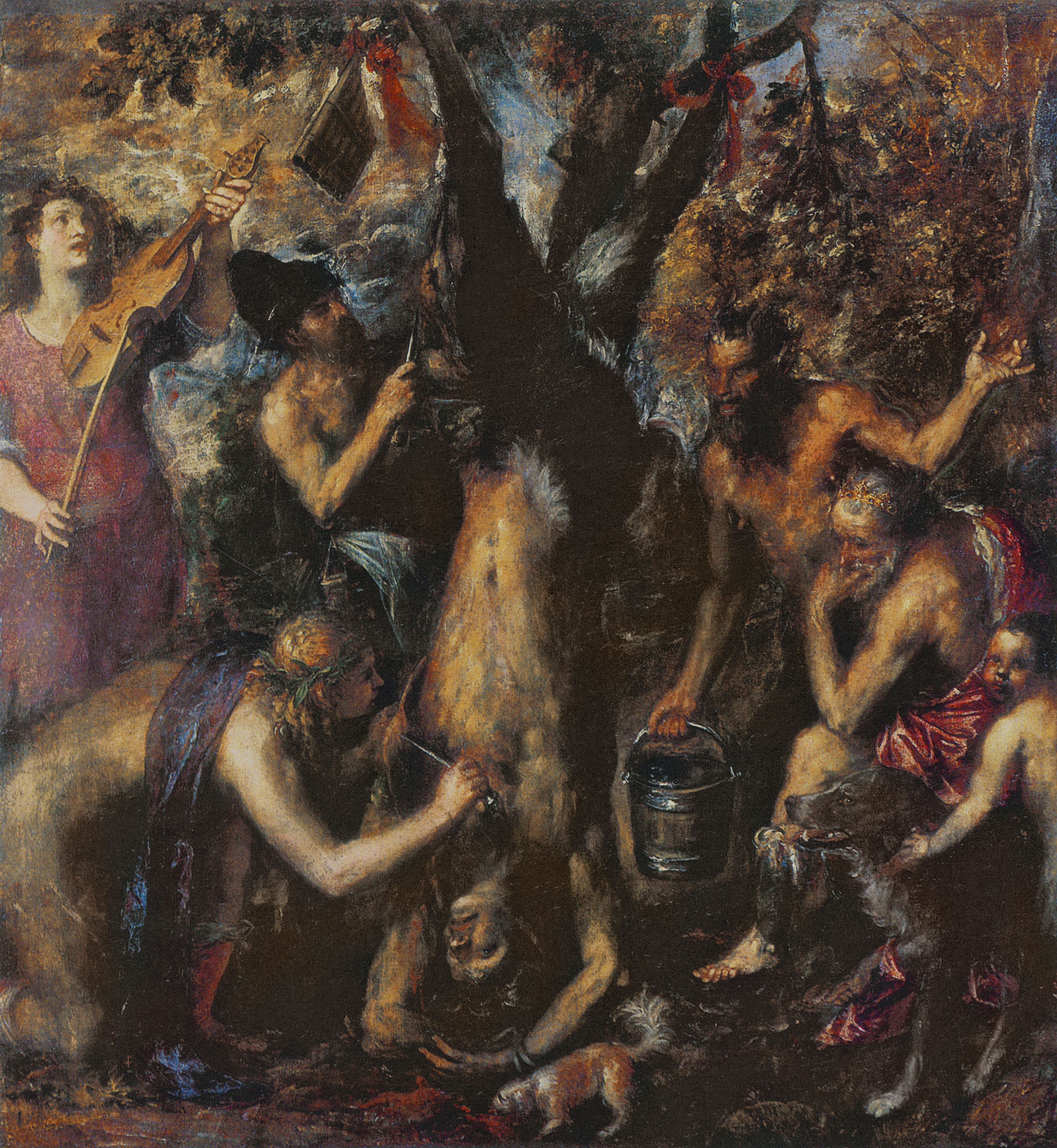
El castigo de Marsias, de Tiziano, ca. 1570-1576.

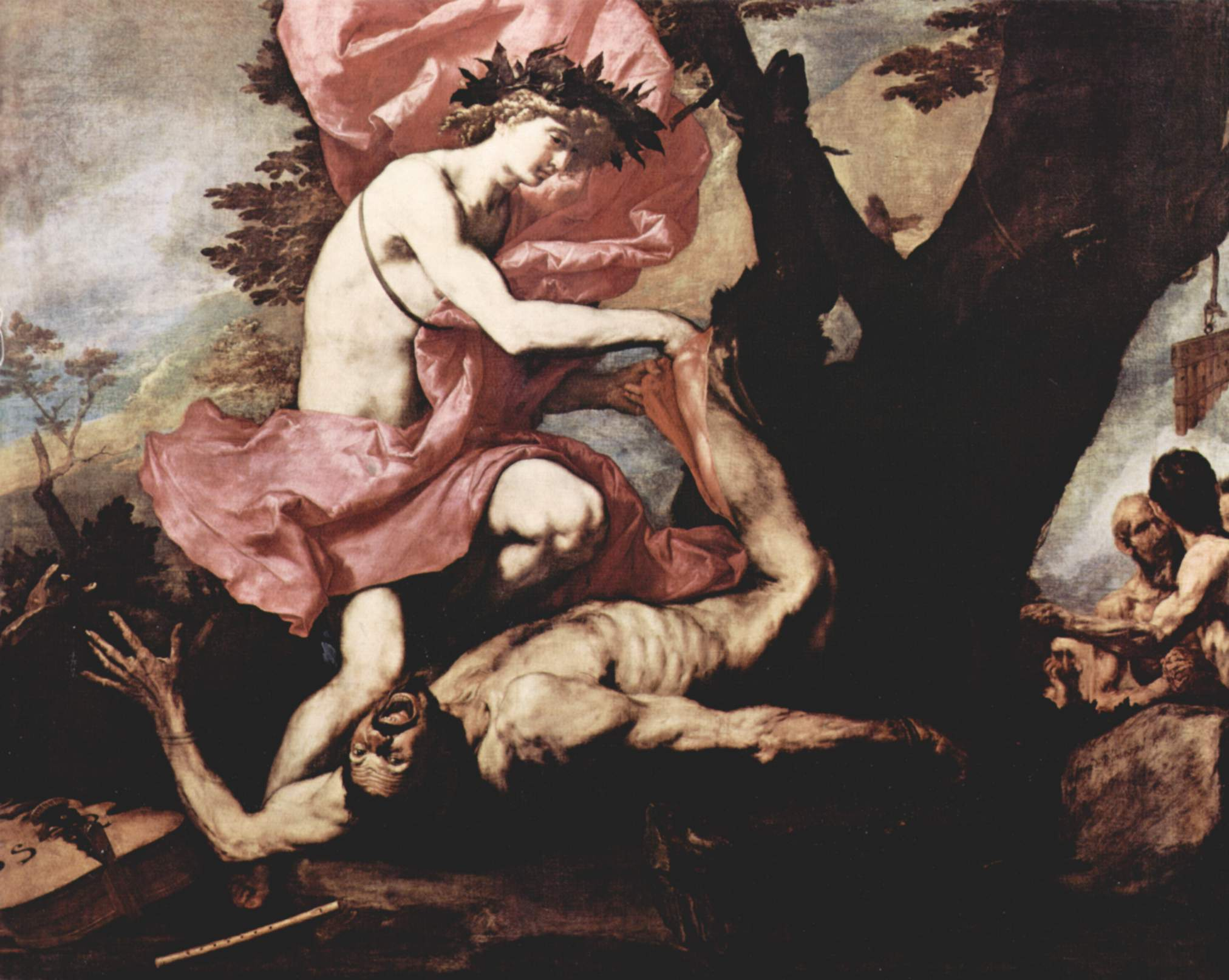
Apolo y Marsias, de José de Ribera, 1637.

Desde el Renacimiento es muy abundante la representación pictórica de este tema (ya con las convenciones de la pintura mitológica), especialmente de la dramática escena del desollamiento o tormento de Marsias, cuya dimensión violenta y la oportunidad de representar una anatomía en tensión lo hacían atractivo para los pintores. Estas representaciones modernas tienen como modelos no solo a los ejemplos de desnudos masculinos de la Antigüedad (como el Laocoonte y sus hijos, también en actitud atormentada), sino a la propia tradición del arte cristiano (especialmente la del Crucificado y la de algunos mártires). Entre los muchos ejemplos destaca el cuadro de José de Ribera, comparable al tratamiento que el mismo pintor hace del suplicio de los mártires cristianos (Martirio de San Bartolomé, Martirio de San Felipe). Velázquez trató el tema en uno de los tres cuadros de tema mitológico que solo se conocen por referencias documentales.
También se ha representado el episodio de la competición musical, como en el cuadro Perugino o en el de Cima da Conegliano (La sentencia de Midas, donde se opta por una versión del mito en la que es Midas, y no las musas, quien actúa de juez).

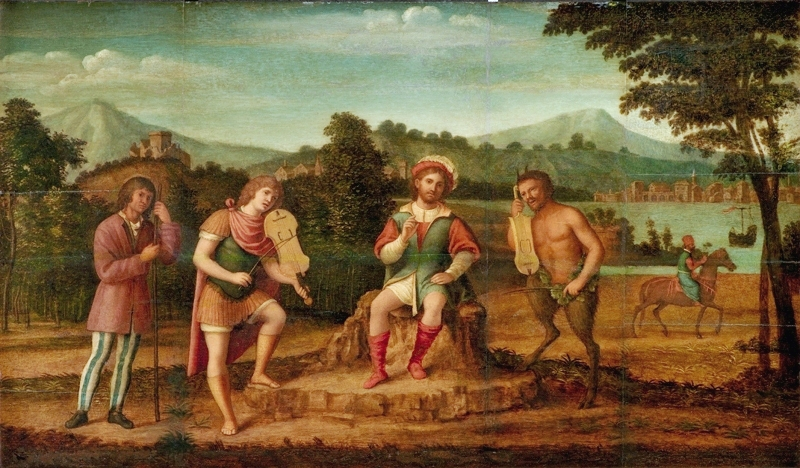
La sentencia de Midas, de Cima da Conegliano, 1507-1509.

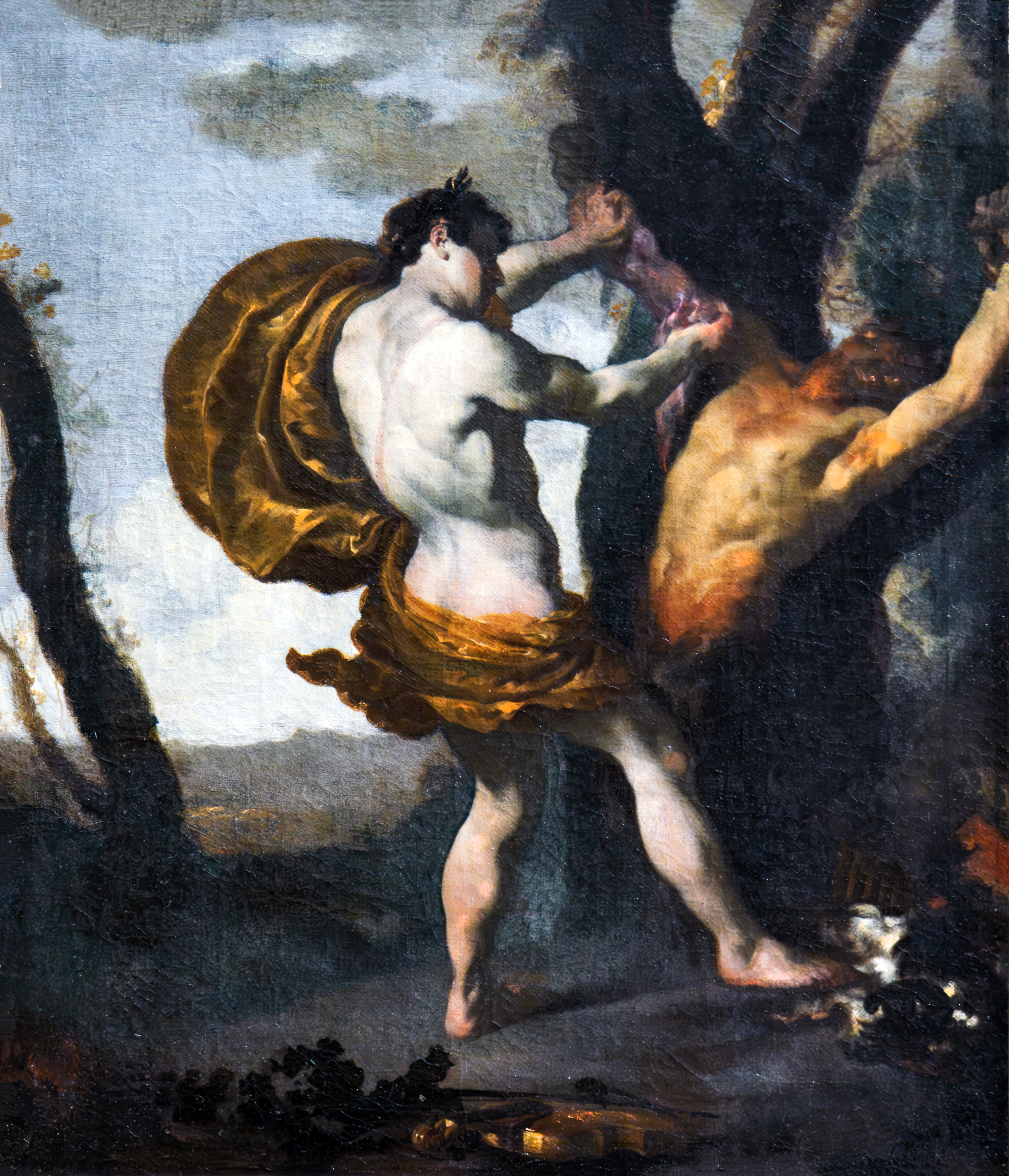
Johann Liss.
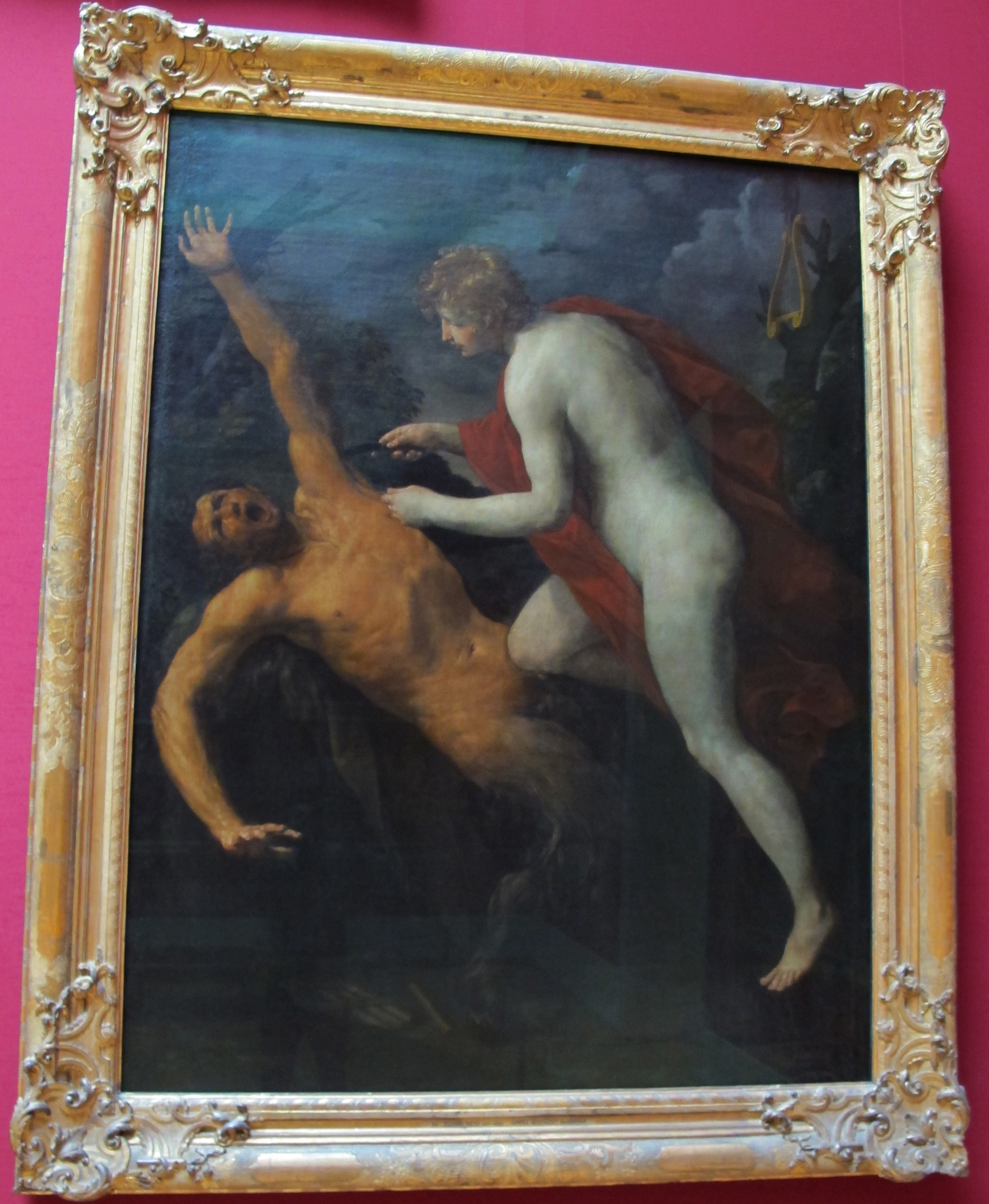
Guido Reni.
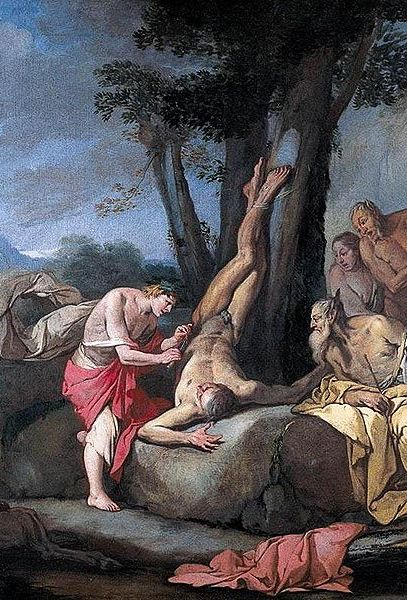
Giulio Carpioni.
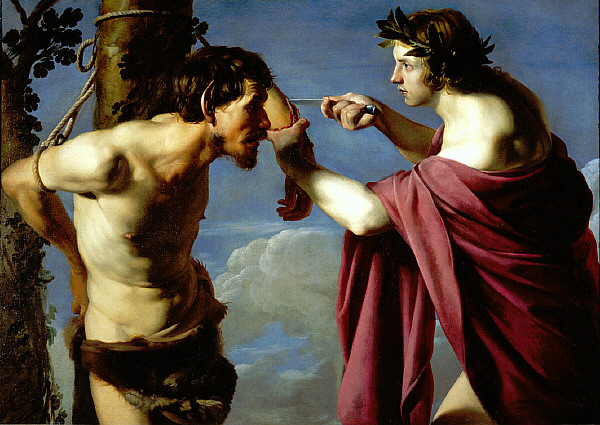
Bartolomeo Manfredi.
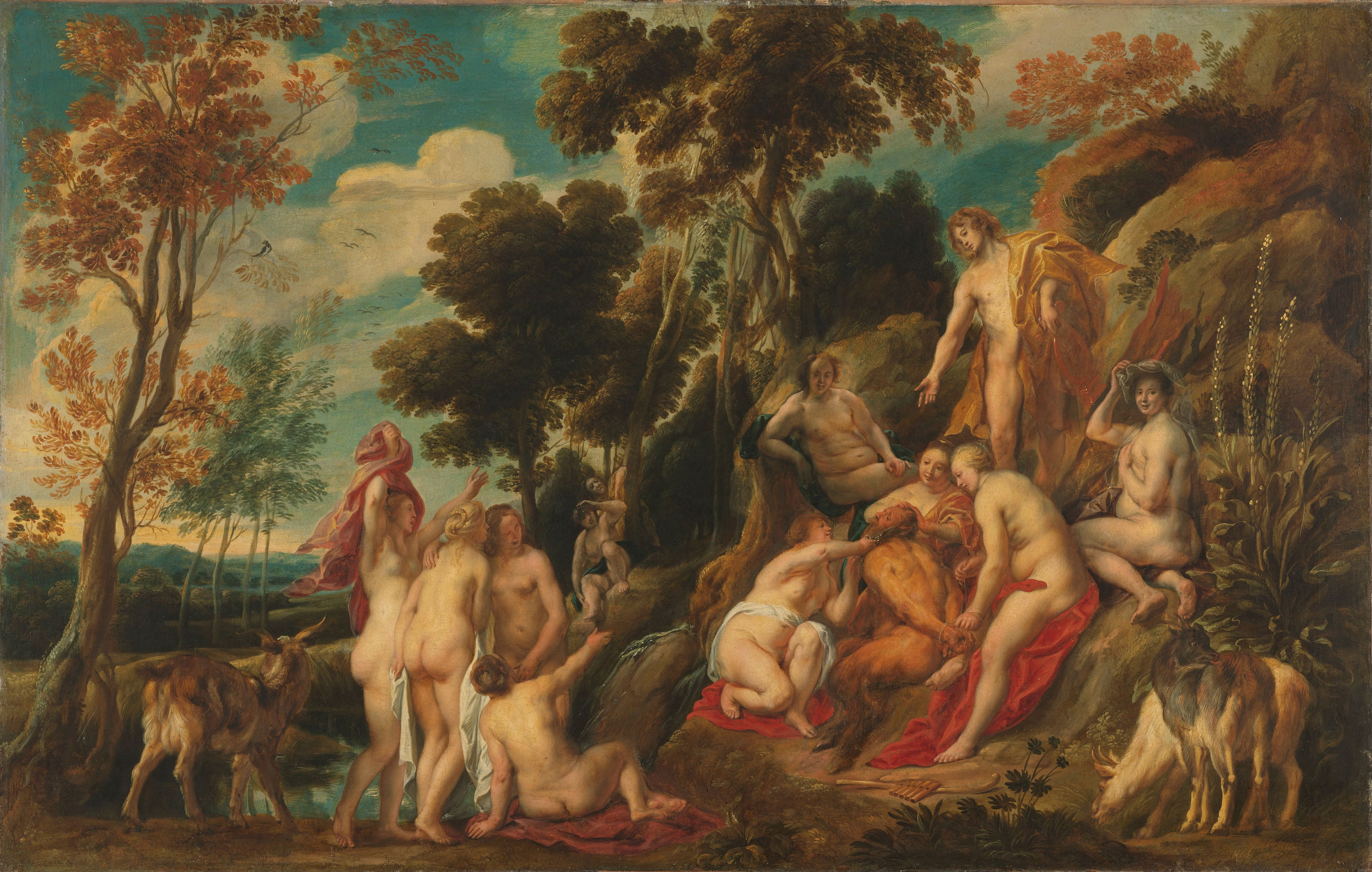
Jacob Jordaens.
Tiepolo.

También hay abundantes representaciones escultóricas

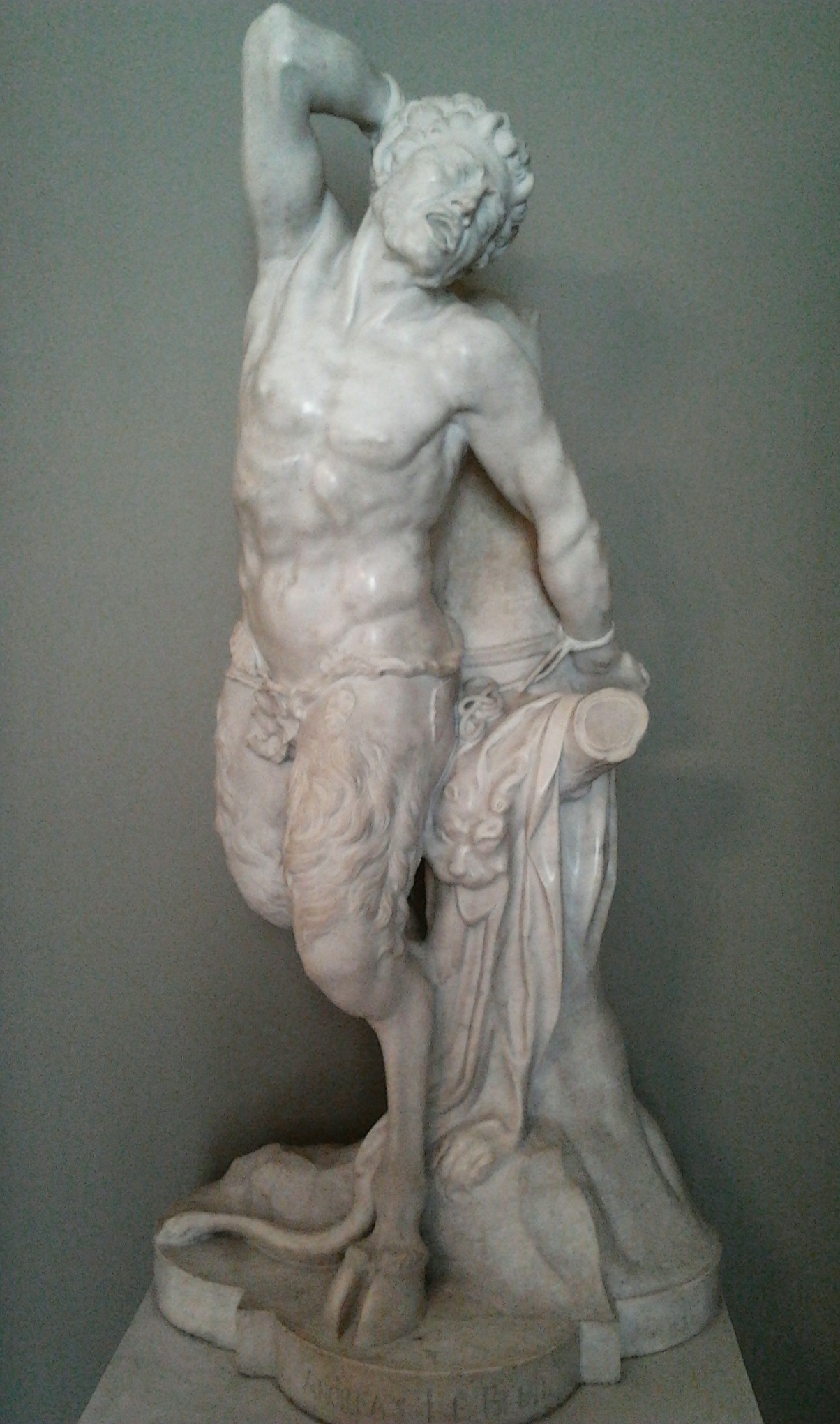
André Le Brun.
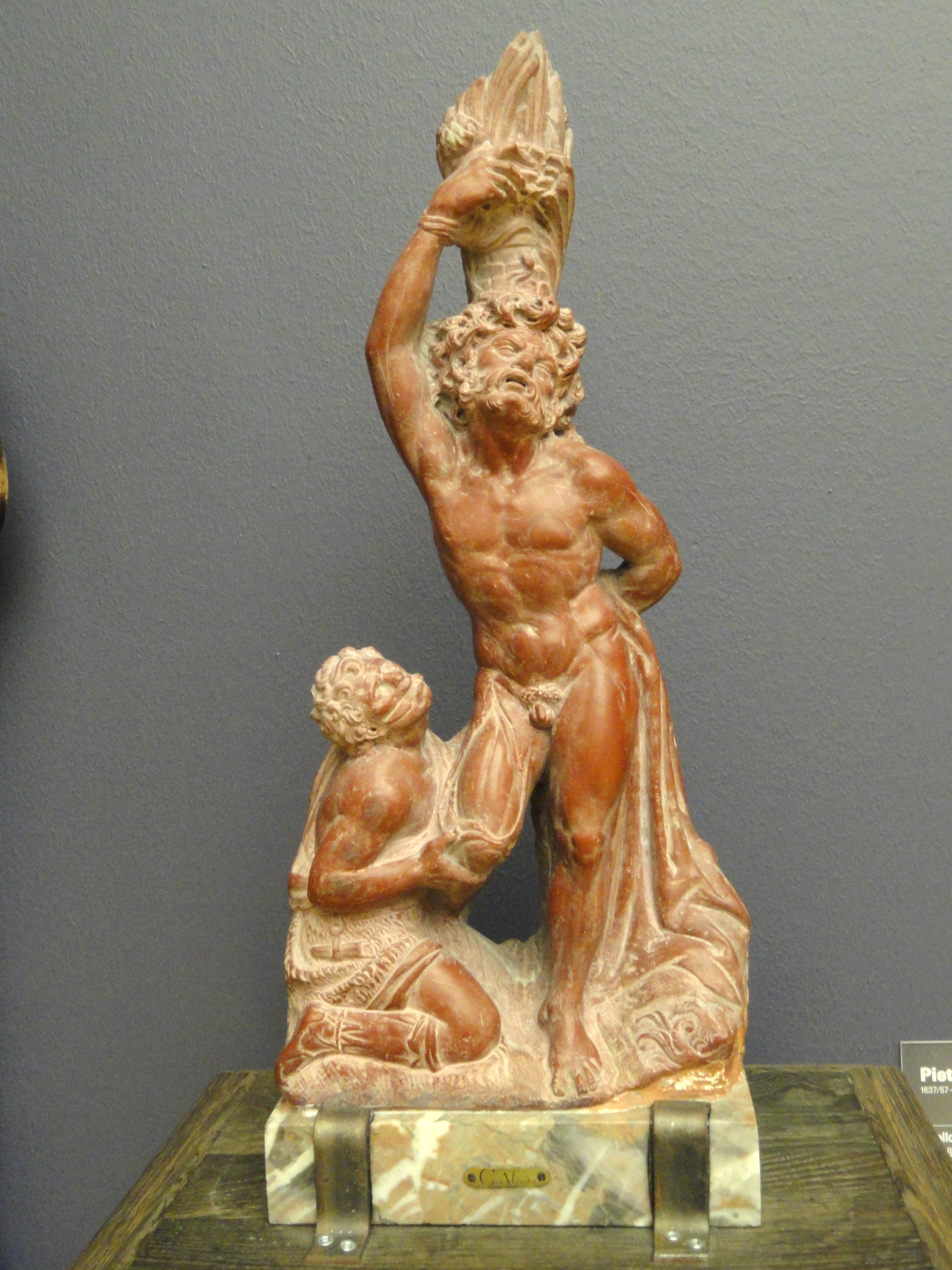
Pieter Saverij.
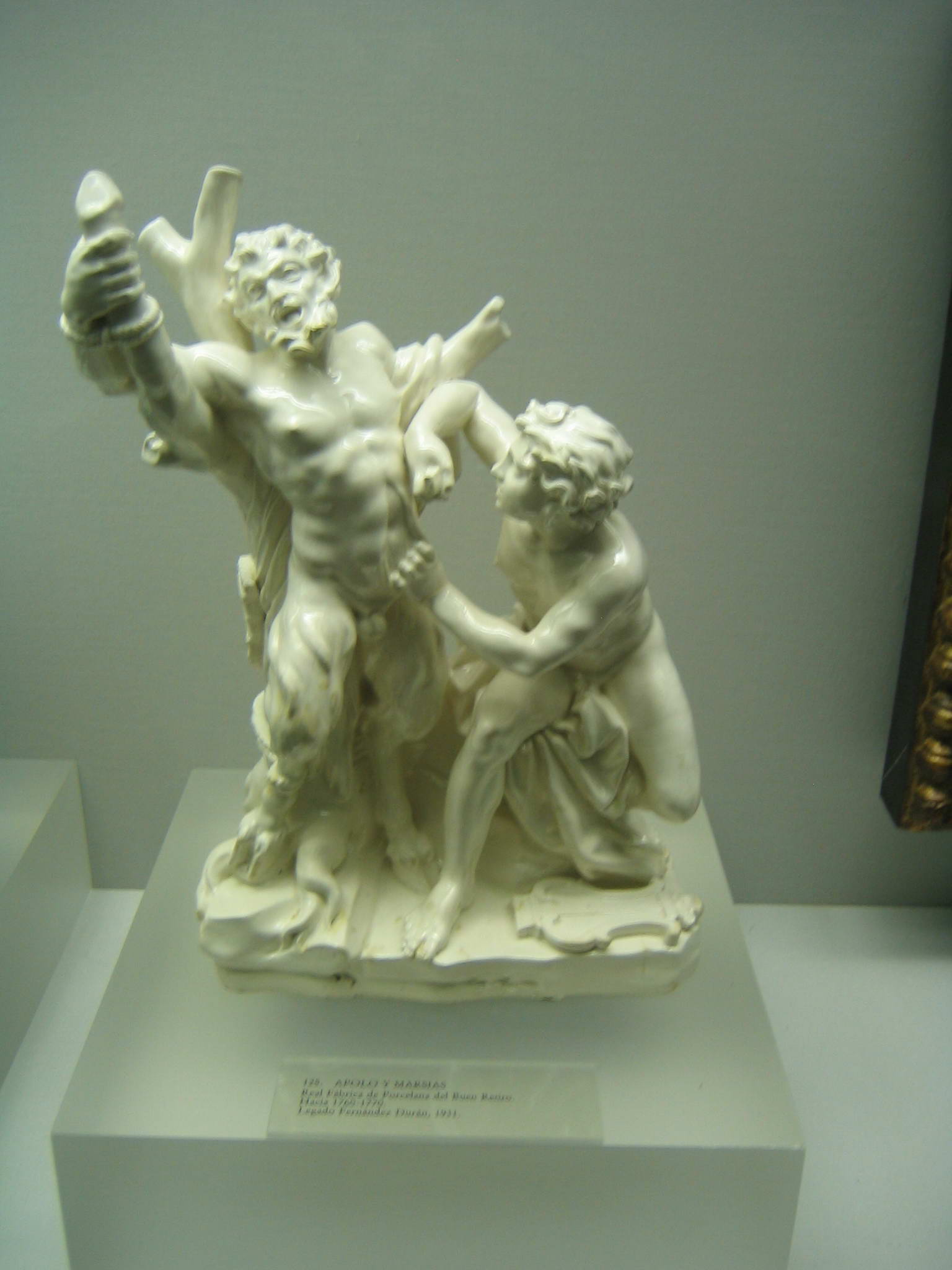
Porcelana del Buen Retiro, 1760-1770.
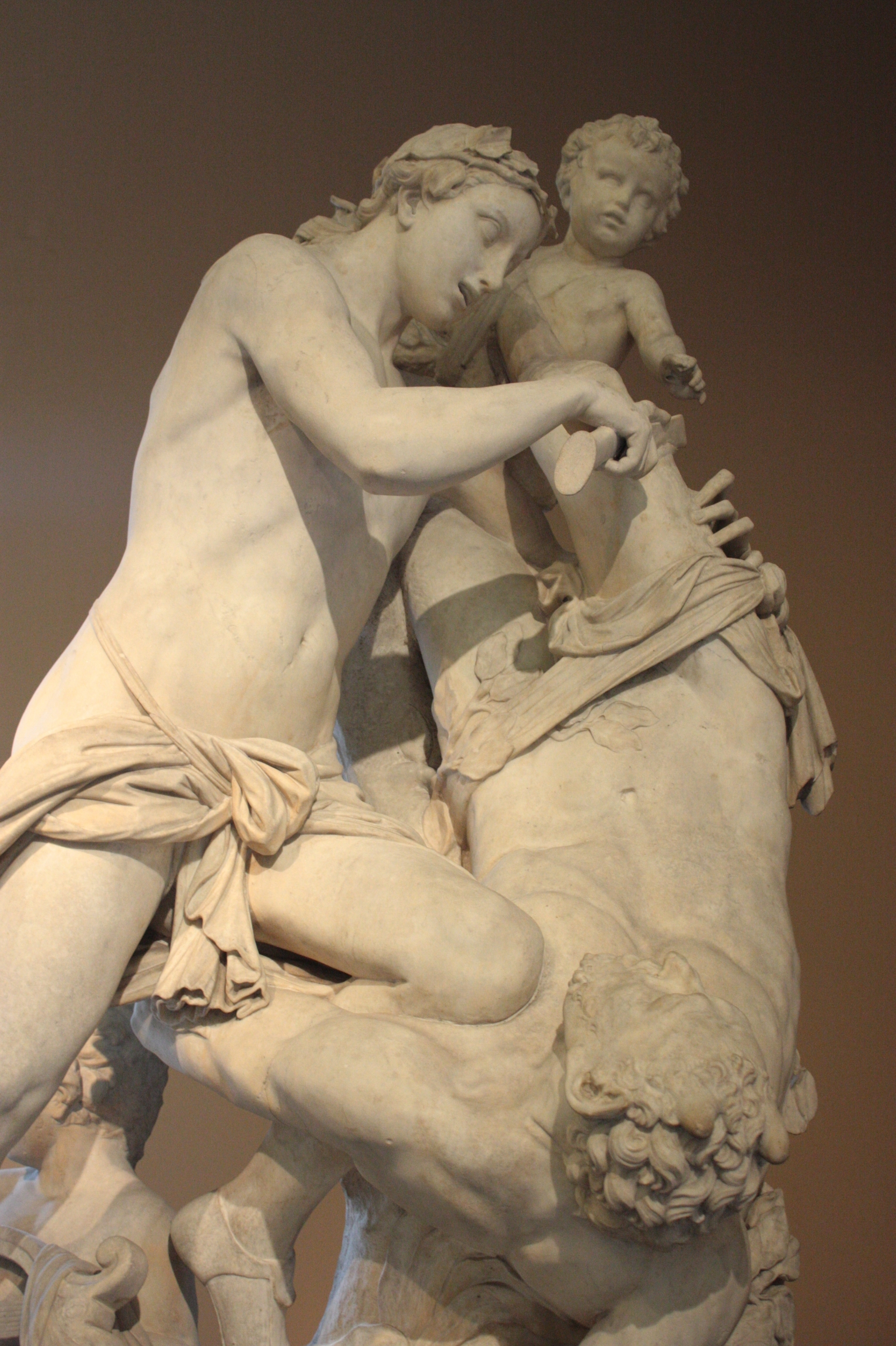
Antonio Corradini.
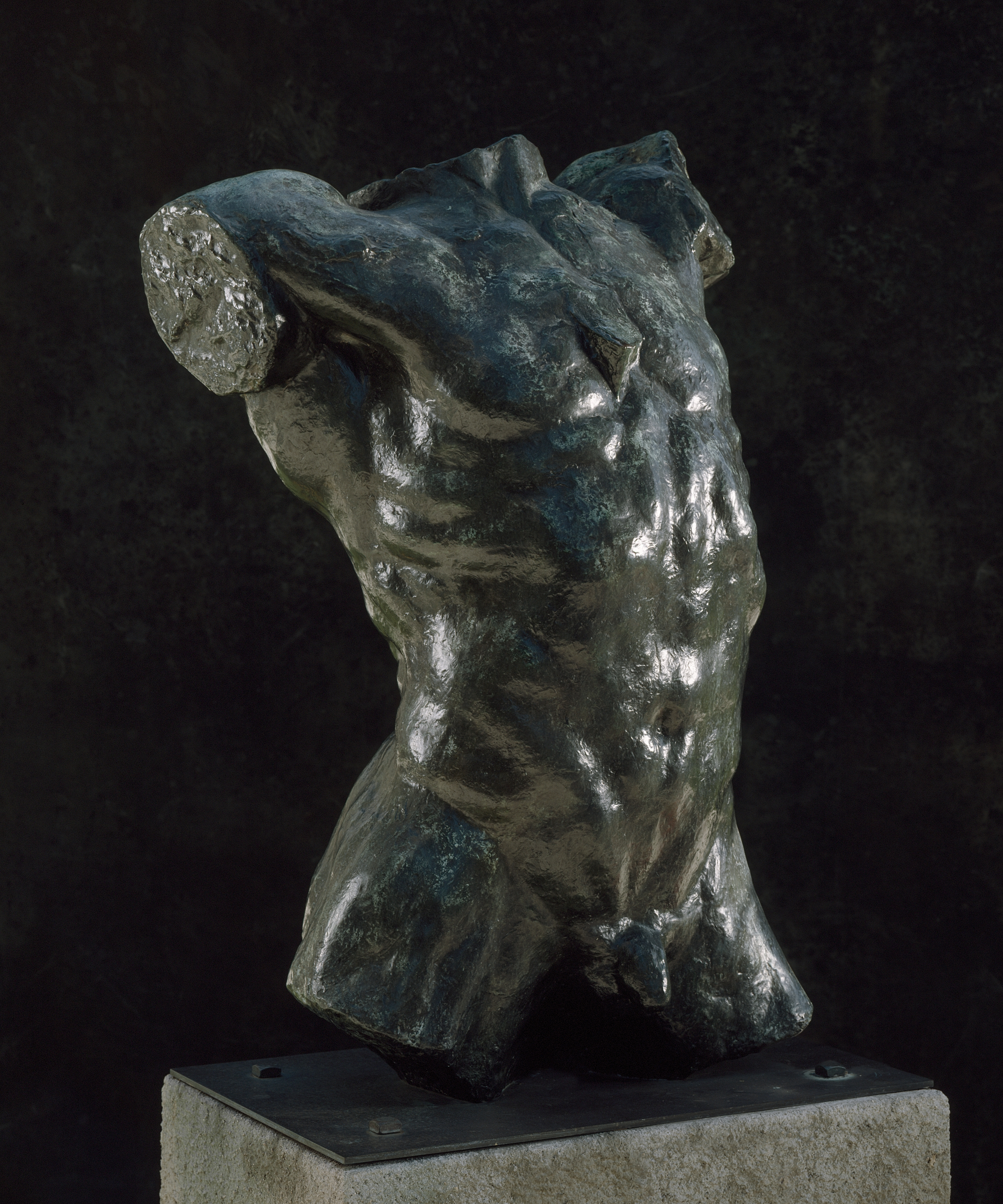
Auguste Rodin.